# Savon de Marseille
Die Savon de Marseille, oder auch Marseiller Seife, ist eine Seifenart, die aus der Verseifung der Mischung meist pflanzlicher Öle mit Soda resultiert. Sie kann sowohl industriell als auch handwerklich hergestellt werden.
Der Name „Savon de Marseille“ ist keine eingetragene Ursprungsbezeichnung, sondern entspricht nur einem kodifizierten Herstellungsprozess, der einen Mindestgehalt an Fettsäuren garantiert. Bei diesem Verfahren können andere Fette als Olivenöl verwendet werden, einschließlich Talg tierischen Ursprungs.

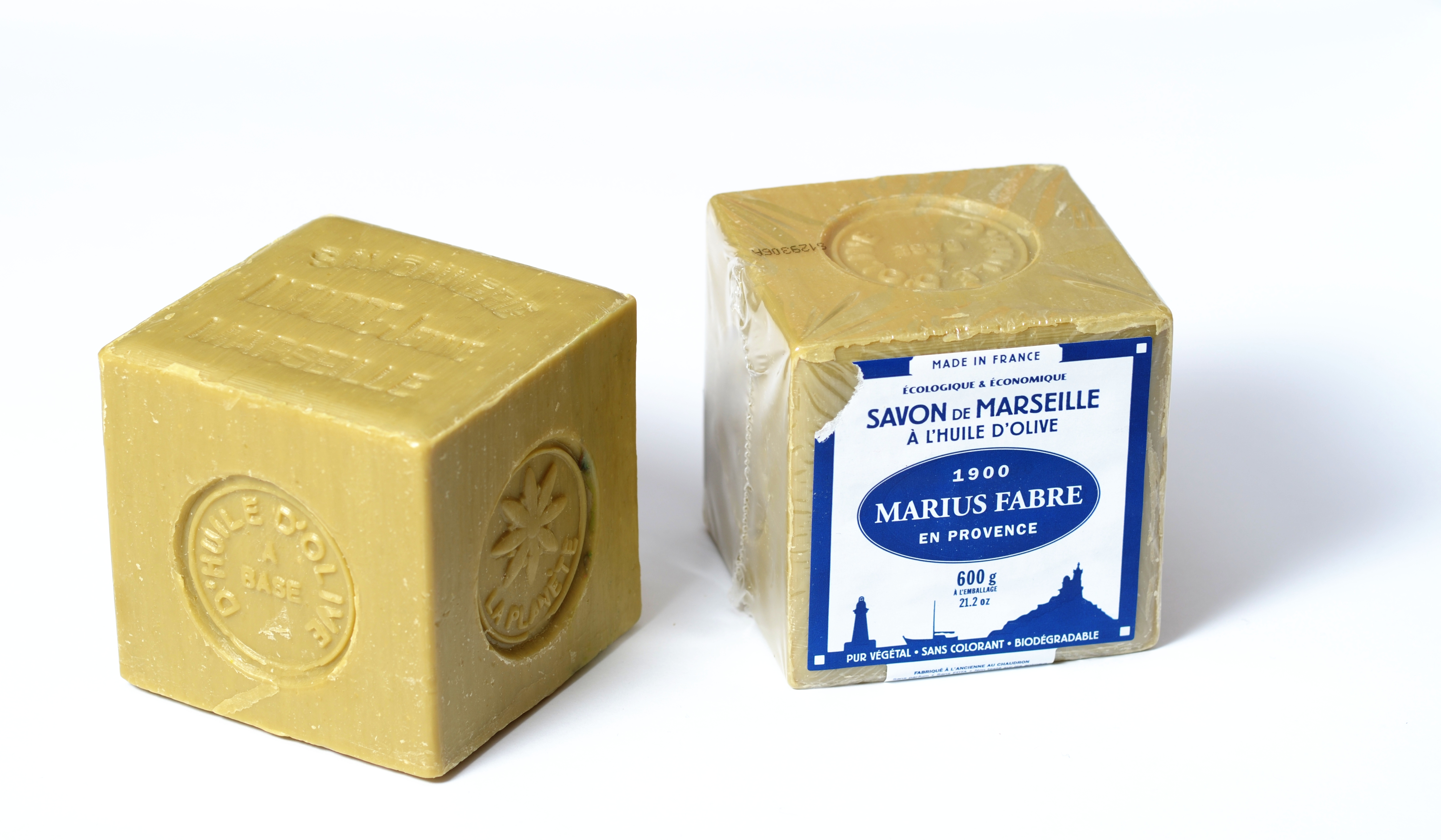
Savon de Marseille – hergestellt aus Olivenöl und Kokosöl

Der erste Seifenmacher wurde 1370 in der Region von Marseille erwähnt. Die Formel dieser Seife wurde im 17. Jahrhundert unter König Ludwig XIV. reglementiert. Im Jahr 1688 erließ Colbert ein Edikt, das die Verwendung des Namens „Savon de Marseille“ auf mit Olivenöl hergestellte Seifen in der Region Marseille beschränkte. Historisch wurde in der traditionellen Marseille-Seife, die nur aus Olivenöl hergestellt wurde, ein Gehalt an Fettsäuren von 72 % garantiert.

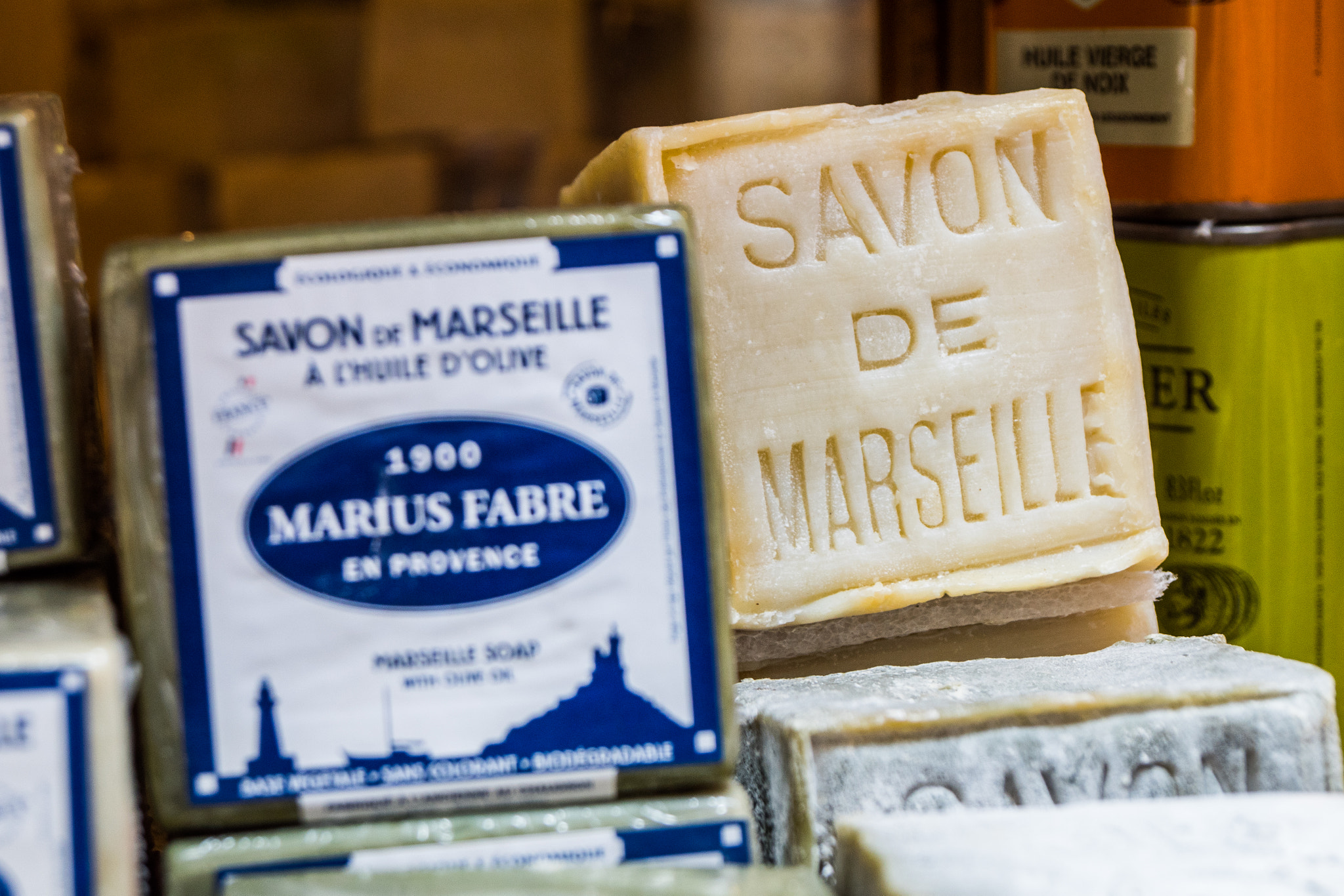
Savon de Marseille in klassischer Form und Verpackung

Die Region Marseille hatte im 19. Jahrhundert ca. 90 Seifenfabriken. Nach 1950 setzte mit dem Aufstieg synthetischer Reinigungsmittel ihr Niedergang ein. China und die Türkei sind heute die größten Hersteller von Savon de Marseille.

## Geschichte

### Die Entstehung der Marseiller Seifenindustrie
In Frankreich wurde Seife seit der Antike verwendet. Der römische Enzyklopädist des ersten Jahrhunderts, Plinius, berichtet in seinem Buch Naturalis Historia, dass die Gallier ein auf Talg und Asche basierendes Produkt verwenden, um ihr Haar rot zu färben. Diese Seife wirkte als Gel- und Haarbleichmittel.
Der Ursprung der Savon de Marseille ist die Aleppo-Seife aus Syrien, die möglicherweise seit dem 8. Jahrhundert nach Christus hergestellt wird. Die Art der Herstellung, basierend auf Oliven- und Lorbeeröl, verbreitete sich im gesamten Mittelmeerraum nach den Kreuzzügen durch Italien (als venezianische Seife) und Spanien nach Marseille.
Die Marseiller Seifenfabriken aus dem 12. Jahrhundert verwendeten zunächst nur das in der Provence gewonnene Olivenöl als Rohstoff. Das Soda, ein Begriff, der sich zu dieser Zeit auf ein mehr oder weniger reines Natriumcarbonat bezieht, stammte aus der Asche von Pflanzen in salzhaltigen Umgebungen, insbesondere von Salicornien. Es genügt, die Verbrennungsrückstände der pflanzlichen Stoffe mit hohem Salzgehalt zu sammeln und durch Auflösung zu extrahieren. Dazu wurde die feuchte Asche in einen Tuchbeutel gegeben und mit Hilfe von langen Stäben ausgepresst. Die Flüssigkeit, welche das Soda und andere Natriumsalze enthält, wurde in einem Bottich aufgefangen und in der Sonne stehen gelassen, bis die Feuchtigkeit verdampft war. Das gleiche Verfahren wurde bei der Gewinnung von Kaliumsalzen aus Holzasche angewandt. 1371 wird Crescas Davin als der erste Seifenhersteller aus Marseille genannt, der Soda verwendet. 1593 ging Georges Prunemoyr über den handwerklichen Maßstab der Seifenproduktion hinaus und gründet die erste Manufaktur in Marseille.
Zu Beginn des 17. Jahrhunderts erfüllte die Produktion von Seifenfabriken in Marseille die Anforderungen der Stadt und ihres Territoriums kaum. Im Hafen von Marseille kam sogar Seife aus Genua und Alicante an.
Im Jahr 1660 gab es sieben Fabriken in der Stadt, deren Jahresproduktion fast 20.000 Tonnen betrug. Unter Ludwig XIV war die Qualität der Seife so hoch, dass „Savon de Marseille“ zu einem geläufigen Namen wurde. Es handelte sich dabei um eine grüne Seife, die hauptsächlich in Riegeln von 5 kg oder Laiben von 20 kg verkauft wurde.
Am 5. Oktober 1688 regelte ein Edikt von Ludwig XIV., unterzeichnet von Jean-Baptiste Colbert Seignelay, Sohn von Colbert, Sekretär des Königshauses, die Herstellung von Seife. Artikel III des Edikts beinhaltet, dass die Seife in großen Kesseln gekocht werden muss und dass dabei keine tierischen Fette und Öle verwendet werden dürfen. Der Ölgehalt muss mindestens 72 % betragen. Die Seifenfabriken mussten im Sommer ihre Tätigkeit einstellen, da die Hitze die Seifenqualität beeinflusste. Die Einhaltung dieser Verordnung sicherte die Qualität der Seife und machte den Ruf der Marseiller Seifenfabriken aus.
Gleichzeitig entstanden in der Region neue Seifenfabriken, in Salon-de-Provence, Toulon oder Arles.

### Die Seifenindustrie
1786 produzierten 49 Seifenfabriken in Marseille 76.000 Tonnen und beschäftigten auf dem Höhepunkt der Produktionszeit 600 Arbeiter; zusätzlich wurden 1.500 Gefangene vom Galeerenarsenal ausgeliehen.
Nach den wirtschaftlichen Umwälzungen, die durch die Französische Revolution verursacht wurden, wuchs die Marseiller Seifenproduktion im Jahr 1813 weiter auf 62 Seifenfabriken. Das Soda wurde zu diesem Zeitpunkt aus Meersalz und Schwefelsäure gewonnen, die durch die Verbrennung von Schwefel, Kalkstein und Holzkohle entsteht, unter Anwendung des chemischen Prozesses von Nicolas Leblanc.
Ab 1820 wurden neue Fette importiert und durch den Hafen von Marseille transportiert. Zur Herstellung von Seife wurden Palmöl, Erdnussöl, Kokosöl und Sesamöl aus Afrika oder dem Nahen Osten verwendet.
Die Seifenfabriken von Marseille konkurrierten mit englischen oder Pariser Seifenherstellern, die mit Talg eine billigere Seife herstellen konnten.
Zu Beginn des 20. Jahrhunderts hatte die Stadt Marseille neunzig Seifenfabriken. François Merklen setzte 1906 die Formel der Marseille-Seife fest: 63 % Kokosöl oder Palmöl, 9 % Soda oder Meersalz, 28 % Wasser. Diese Industrie florierte bis zum Ersten Weltkrieg, als die Seeschifffahrt mit Saatgut die Tätigkeit der Seifenhersteller stark beeinträchtigte. 1913 betrug die Produktion 180.000 Tonnen und wurde 1918 auf 52.817 Tonnen reduziert.
Nach dem Krieg profitierten die Seifenfabriken von der fortschreitenden Mechanisierung. Obwohl die Qualität des Produkts durch die Verwendung der alten Verfahren erhalten blieb, stieg die Produktion im Jahr 1938 auf 120.000 Tonnen. Als der Zweite Weltkrieg ausbrach, sicherte Marseille immer noch die Hälfte der französischen Produktion, aber die folgenden Jahre waren katastrophal. Die Seife wurde zunehmend durch synthetische Waschmittel ersetzt, und die Marseilleseifen-Fabriken schlossen nach und nach.
In der Region Marseille stellen nur noch vier Seifenfabriken Seife her, wie sie vor Jahrhunderten hergestellt wurde, und produzieren immer noch den berühmten 600-Gramm-Würfel mit dem Namen der Seifenfabrik und der Erwähnung „72 % Öl“:
- Savonnerie Marius Fabre
- Savonnerie du Fer à Cheval
- Savonnerie du Midi
- Savonnerie le Sérail

Diese vier Seifenfabriken haben sich unter dem Label „L’Union des Professionnels du Savon de Marseille“ zusammengeschlossen und kämpfen für den Schutz und die Anerkennung der „Savon de Marseille“ als echte Seife von Marseille, für die Respektierung eines traditionellen und authentischen, jahrhundertealten Produkts.
Weitere Hersteller echter Marseiller Seife sind:
- Savonnerie de la Licorne
- La Savonnerie Rampal-Latour

## Die Herstellung der Savon de Marseille

### Die Verseifung
| Chemische Strukturformeln der Natriumsalze einzelner Fettsäuren (Beispiele) – Bestandteile von Savon de Marseille – |
| Natriumoleat, das Natriumsalz der Ölsäure.                                                                          |
| Natriumpalmitat, das Natriumsalz der Palmitinsäure.                                                                 |
| Natriumstearat, das Natriumsalz der Stearinsäure.                                                                   |

Marseiller Seife wird durch den chemischen Prozess einer Verseifungsreaktion hergestellt. Dabei handelt es sich um die alkalische Hydrolyse von Fettsäureestern durch eine Base. Die Fettsäureester werden in alkalischem Milieu durch die Base Natriumhydroxid (NaOH) gespalten. Durch die Hydrolyse der Ester entstehen Glycerin und eine Mischung von Natriumcarboxylaten, d. h. Natriumsalze von Fettsäuren, die in einer kondensierten Phase den reinigenden Effekt bei der Verwendung einer Seife bewirken.

### Der Marseiller Prozess
Das Marseille-Verfahren ist ein diskontinuierliches Verfahren zur Herstellung von Seife. Es besteht aus mehreren Stufen:

#### Maischen und Schleudern
In großen Kesseln mit einem Volumen von 10.000 bis 40.000 Litern werden Soda, Wasser und Öle vermengt und auf 120 bis 130 °C erhitzt. Die Verseifung beginnt. Die hohe Temperatur dient zur Beschleunigung der Verseifungsreaktion. Fette und Sodalösung sind nicht miteinander mischbar. Um die Reaktion zu erleichtern, wird ein Anteil Seife aus einer früheren Herstellung hinzugefügt, der zur Bildung einer Emulsion zwischen der öligen und der wässerigen Phase dient. Die Mischung wird kontinuierlich gerührt, um die Emulsionsbildung zu unterstützen.

#### Kochen
Um die Verseifung zu vervollständigen, wird die verbleibende Emulsion mehrere Stunden unter Zugabe von reinem Soda gekocht.

#### Entspannung und Reinigung
Die Seife wird für 3 bis 4 Stunden mit Salzwasser gewaschen, um die Seife zu neutralisieren und überschüssiges Soda zu entfernen. Seife ist im Gegensatz zu Soda in Salzwasser sehr wenig löslich. Es bildet sich ein Niederschlag, der sich aus dem Reaktionsgemisch abscheidet.
Da die Seife in Salzwasser unlöslich ist, besteht der Vorgang des Aussalzens aus der Zugabe von Wasser und Meersalz, wodurch das Glycerin und die salzhaltige Lauge vom Boden entfernt werden können. Die Seife wird von etwas Wasser getrennt. Weniger als 1 % Glycerin, das während der Verseifung entsteht, bleibt enthalten. Das Glycerin wird als Nebenprodukt der Seifenherstellung aufgefangen.

#### Verflüssigung
Der Teig wird zur Ruhe gebracht, wobei er leicht aushärtet. Anschließend wird er mit klarem Wasser gewaschen, um überschüssiges Salz zu entfernen. Anschließend wird die Seife durch die Zugabe von weiterem Wasser wieder verflüssigt.

#### Gießen und Trocknen
Die Seife liegt nun in Form einer sehr feinen Paste vor, flüssig und völlig frei von Soda und Salz. Nach dem Dekantieren und Mischen (Homogenisieren) wird der Teig in rechteckige Kühlbehälter aus Zement gegossen. Der Teig hat eine Temperatur von 50 °C bis 60 °C. Er verfestigt sich und bildet eine Seifenschicht mit der gewünschten Dicke.
Der erstarrte Seifenestrich wird mit einem Messer geschnitten und zum Trocknen in Regalen ausgelegt.

#### Stanzen

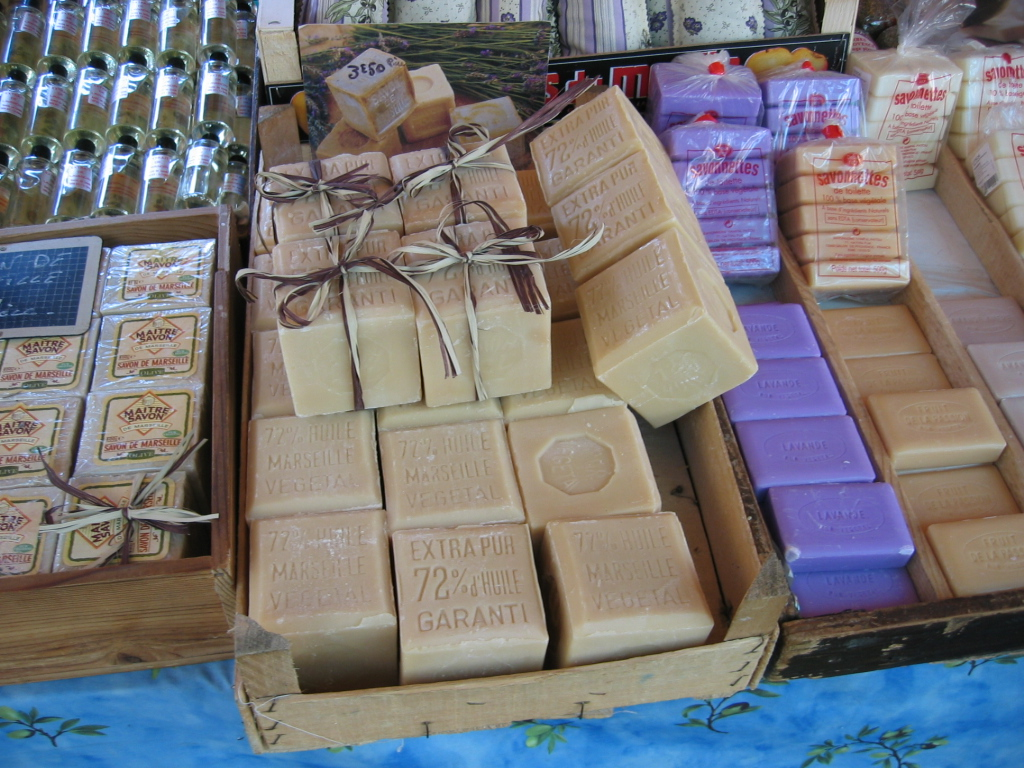
Savon de Marseille mit eingeprägtem Ölanteil

Die Seifenwürfel werden in einer Formmaschine geprägt. Sie können auch mit Stempeln aus Holz oder Messing per Hand markiert werden.

## Die Savon de Marseille heute

### Verwendung
Die Savon de Marseille ist ein Reinigungsmittel, das sich im täglichen Gebrauch seit Jahrhunderten vor allem für Hände und Gesicht bewährt hat. Sie wird auch als Haushaltsreiniger und zum Wäschewaschen verwendet. Es gibt Flocken von Savon de Marseille zum Waschen. Sie wird vor allem zum Waschen von Allergiker- und Babywäsche verwendet, da sie keine allergenen Inhaltsstoffe enthält. Da die Seife Kleidermotten fernhält und bakterizid ist, trug sie im 19. Jahrhundert zum Rückgang der Kindersterblichkeit bei.

### Die offizielle Definition
„Savon de Marseille“ ist keine eingetragene Ursprungsbezeichnung, sondern symbolisiert nur ein Herstellungsverfahren, das seit März 2003 von der Generaldirektion Wettbewerb, Verbraucherschutz und Betrugsbekämpfung (Direction générale de la Concurrence, de la Consommation et de la Répression des fraudes, DGCCRF) unter der Schirmherrschaft des Finanzministeriums registriert ist. Diese Methode stammt aus einem Code, der einseitig vom französischen Verband der Reinigungs-, Pflege- und Industriehygieneprodukte (AFISE) validiert wurde. Dieser Code definiert die Herstellungsmethode, basierend auf den vier historischen Stufen des Maischens / Kochens, der Glycerinfreisetzung, des Waschens und der Verflüssigung, um eine glatte kristalline Phase von mindestens 63 % Ölsäuren sicherzustellen. Er definiert auch Einschränkungen bei der Benutzung von Fetten, ausgenommen saure Öle außer Olivenöl. Er lässt Talg zu, dessen Qualität der europäischen Verordnung (EG) Nr. 1774/2002 über in Kosmetika verwendete tierische Derivate unterliegt.
Schließlich beschränkt dieser „Savon de Marseille-Seifencode“ die Zusatzstoffe und schließt insbesondere synthetische Tenside aus. Die verwendbaren Zusatzstoffe müssen der EU-Richtlinie 76/768 und anschließend der Verordnung (EG) Nr. 1223/2009 über das Inverkehrbringen von Kosmetik-, Hygiene- und Toilettenartikeln entsprechen. Dieser Code unterscheidet die Qualitäten: Savon de Marseille brut, sans colorant, sans parfum und sans additifs. Es besteht also keine Verpflichtung, Seife in Marseille herzustellen, damit sie die Bezeichnung erhalten kann. Der Name ist mit der sogenannten „Marseiller“-Verseifungsmethode verbunden, die durch den Leblanc-Prozess der chemischen Herstellung von Natronlauge entwickelt wurde.
Dieser Code ist sehr weit gefasst und ermöglicht, dass eine große Anzahl von Seifen verschiedener Herkunft von dem Ruf der Savon de Marseille profitieren. Infolgedessen sind China und die Türkei die größten Seifenhersteller der Savon de Marseille.

### Anerkennung als Herkunftsbezeichnung
Im Jahr 2015 hat die Association des Fabricants de Savon de Marseille (AFSM) einen Antrag auf Anerkennung als geschützte geografische Angabe über das französische Patent- und Markenamt (Institut national de la propriété industrielle) an die Europäische Kommission gestellt, damit der Name Savon de Marseille geschützt wird.